# 长田镇
长田镇，是中华人民共和国广东省梅州市平远县下辖的一个乡镇级行政单位。

## 行政区划
长田镇下辖以下地区：
长田村、长安村、长江村、高南村、官仁村、禾礤村和长庆村。